# الرشوة في القانون المصري
الرشوة في القانون المصري معناها أن يتاجر الموظّف العام بأعمال الوظيفة، المختص بها، من أجل تحقيق مصلحة خاصة؛ تتمثّل في الكسب غير المشروع من الوظيفة، على حساب المصلحة العامة. وهي علاقة أخذ وعطاء تنشأ باتفاق بين الموظّف العام وبين صاحب المصلحة على حصول الموظّف على رشوة، أو حتى على مجرّد وعد بالحصول عليها، لقاء قيامه بعمل من أعمال وظيفته يختص به أو امتناعه عن القيام بهذا العمل. وبذلك، تتكون جريمة الرشوة من طرفين أساسين؛ هما:
1. المرتشي: وهو الموظف العام الذي يأخذ العطية من الراشي، أو يقبل الحصول عليها إذا عُرِضت عليه، أو يطلبها من الراشي، في مقابل قيامه بعمل من أعمال وظيفته أو امتناعه عن القيام بعمل من أعمال وظيفته.[1]
2. الراشي: وهو صاحب المصلحة الذي يقدم العطية للموظف العام، أو يعرضها عليه، أو يوافق على طلب الموظف لها، في مقابل قيام هذا الموظف بعمل من أعمال وظيفته أو الامتناع عن القيام بعمل من أعمال وظيفته.[1]

ومن الممكن أن يشترك طرف ثالث في جريمة الرشوة ليتوسّط بين طرفيها الأساسيين، ويُطلق عليه «الوسيط»، وهو يُعتبَر شريكاً في الجريمة.
والرشوة من جرائم ذوي الصفة الخاصة في القانون المصري؛ لأنها تفترض في مُرتكِبها صفة خاصة لا تقوم الجريمة بدونها؛ وهي: كون المُرتشي موظفاً عاماً مُختصاً بالعمل الذي تلقّى الرشوة للقيام به، وبناءً على هذه الصفة المُفترَضة، تعدّ جريمة الرشوة، كذلك، من جرائم الوظيفة العامة في مصر.

## علة تجريمها
لما كان الغرض من الوظيفة العامة، التي يشغلها الموظف الحكومي، هو تحقيق المصالح العامة لجموع المواطنين، فإن الرشوة، بهذا المنطق، تعدّ من أخطر الجرائم المخلّة بحسن سير الوظيفة العامة؛ لأنها تدفع الموظف العام إلى تغليب المصالح الشخصية على المصالح العامة، كما أنها تؤدي لإثراء الموظف المرتشي دون سبب مشروع. وتؤدي الرشوة إلى الإخلال بالمساواة بين المواطنين أمام المرافق العامة؛ لأنها تجعل الراشي هو من يحصل على خدماتها ومنافعها، بينما يُحرَم منها من لا يقدر أو لا يرغب في دفع الرشوة. علاوة على أنها تؤدي إلى الإخلال بالمساواة حتى بين الموظفين أنفسهم؛ لأن الموظف المرتشي ينال دخلاً يفوق ما يناله زميله غير المرتشي، وهذا ما قد يشجّعه على تقليده رغبةً منه في زيادة دخله.
وهكذا، ينتشر الفساد في مرافق الدولة، ويفقد المواطنون ثقتهم في عدالة أجهزتها. لذلك يجرّم المشرع المصري الرشوة بصورها المختلفة؛ حفاظاً على نزاهة الوظيفة العامة وسلامة المرافق الحكومية من الفساد.

## أركانها

### الركن المفترض: صفة المرتشي
لا يُعاقَب على جريمة الرشوة سوى الموظف العام الذي يختصّ وظيفياً بالعمل الذي أخذ الرشوة للقيام به. وبذلك، تتحقق صفة المرتشي بصفتين: صفة الموظف العام، وصفة الاختصاص الوظيفي.

#### الصفة العمومية للمرتشي
تتحقق الصفة العمومية في المرتشي بكونه موظفاً عاماً حقيقياً أو موظفاً عاماً حكماً (أي أن يكون في حكم الموظف العام). وقد استقر فقه القانون الإداري المصري على تعريف الموظف العام بأنه:

## الجرائم الملحقة بها
بخلاف تجريم الرشوة، قام المشرع المصري بتجريم صور أخرى لاستغلال الوظائف العامة لتحقيق مكاسب من ورائها. مثل: تجريم عرض الرشوة من الراشي صاحب المصلحة (حتى لو لم يقبلها الموظف)، وتجريم الإخلال بواجبات الوظيفة نتيجة الرجاء أو التوصية أو الوساطة، وتجريم قبول المكافئة اللاحقة، وتجريم التوسّط في أخذ العطية أو الفائدة، وتجريم التوسّط في الرشوة، وتجريم استغلال النفوذ.

## نظرة التشريعات الأخرى لها
الرشوة مُحرّمة في الشريعة الإسلامية، وينقل القرآن قول الله: ﴿وَلَا تَأْكُلُوا أَمْوَالَكُمْ بَيْنَكُمْ بِالْبَاطِلِ وَتُدْلُوا بِهَا إِلَى الْحُكَّامِ لِتَأْكُلُوا فَرِيقًا مِنْ أَمْوَالِ النَّاسِ بِالْإِثْمِ وَأَنْتُمْ تَعْلَمُونَ ۝١٨٨﴾، وقال الرسول محمد: «لعن الله الراشي والمرتشي في الحكم».
وتنقسم قوانين الدول، في أسلوب تجريمها للرشوة، إلى نظامين: نظام اعتبار الرشوة جريمة واحدة، ونظام اعتبار الرشوة جريمتين مستقلتين.

### النظام الأول: نظام وحدة الرشوة

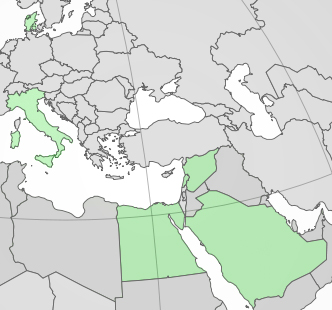
خريطة لبعضٍ من الدول التي تأخذ بنظام «وحدة الرشوة» بالنسبة للمسئولية والعقوبة.

وهو نظام يعتبر جريمة الرشوة جريمة واحدة تتمثّل في اتجار الموظف بوظيفته؛ على أساس أن هذا الإتجار هو جوهر جريمة الرشوة. لذلك يكون الموظف المرتشي وحده هو الفاعل الأصلي للجريمة، بينما يتم اعتبار الراشي والرائش مجرّد شركاء للموظف في الجريمة، إلا إذا نص القانون على خلاف ذلك.
ويرى جانب من الفقه أن هذا النظام هو الأقرب إلى المنطق والأكثر ملائمةً لطبيعة جريمة الرشوة؛ لأنه يرى أن الرشوة هي جريمة الموظف في الأساس؛ باعتباره مُرتكب أساسها الذي يتمثّل في طلب الرشوة أو قبول أخذها، ويخون بذلك مقتضيات الوظيفة التي منحته الدولة إياها. بينما صاحب المصلحة (الراشي) هو مجرد مُحرّض للجريمة -سواء بالاتفاق أو بالمساعدة- على ارتكاب الجريمة؛ لذلك يعد الراشي مجرد شريك في الجريمة التي ما كان لها أن تقع لولا أن طلب الموظف الرشوة أو قَبِلَ أخذها.
من ناحية أخرى، يُنتقَد نظام وحدة الرشوة لأنه لا يعاقب الموظف الذي يطلب الرشوة ولكن يرفض صاحب المصلحة إعطاؤه إياها، وفي نفس الوقت، لا يعاقب صاحب المصلحة الذي يعرض الرشوة ولكن يرفضها الموظف. وإن كان من الممكن سد تلك الثغرات بإضافة نصوص استثنائية تسمح بعقاب الموظف العام، الذي يطلب الرشوة، حتى وإن قوبل طلبه برفض صاحب المصلحة، وكذلك تسمح بعقاب صاحب المصلحة، الذي يعرض الرشوة على الموظف، حتى وإن لم يقبلها الموظف.
ومن الدول التي تأخذ بنظام وحدة الرشوة: مصر، ولبنان، وسوريا، والسعودية، وإيطاليا، والدانمرك.

### النظام الثاني: نظام ثنائية الرشوة

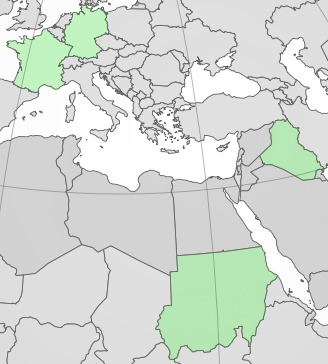
خريطة لبعضٍ من الدول التي تأخذ بنظام «ثنائية الرشوة» بالنسبة للمسئولية والعقوبة.

وهو نظام يُقسّم جريمة الرشوة الواحدة إلى جريمتين مستقلتين في المسئولية والعقاب: الأولى، جريمة «الرشوة السلبية» (بالفرنسية: La corruption passive)‏؛ وهي جريمة الموظف المرتشي حينما يطلب الرشوة أو يقبل أخذها. أما الجريمة الثانية، فهي «الرشوة الإيجابية» (بالفرنسية: La corruption active)‏؛ وهي جريمة صاحب المصلحة الراشي الذي يرشي الموظف أو يعرض عليه الرشوة أو حتى يعده بها، ويُعاقب صاحب المصلحة هنا بصفته فاعلاً أصلياً وليس كشريك كما في نظام وحدة الرشوة.
والفكرة من هذا التقسيم هي عدم إفلات أحد طرفي الجريمة من العقاب، في حالة عدم استجابة الطرف الآخر له، بحجة توقّف الجريمة عند مرحلة الشروع. ويحدث ذلك عندما يرفض صاحب المصلحة منح الرشوة لموظف عام طلبها منه، أو على العكس، عندما يرفض الموظف العام أخذ الرشوة عرضها عليه صاحب المصلحة. على أن نظام ثنائية الرشوة مُنتقَد لأنه يُقسّم واقعة واحدة، وهي الرشوة، إلى جريمتين مستقلتين، مخالفاً بذلك المنطق القانوني.
ومن الدول التي تأخذ بهذا النظام: فرنسا، وألمانيا، والعراق، والسودان.